# 半人馬座ξ
半人馬座ξ，又名CD-48 7887，HD 113314、SAO 223870、HR 4933，是半人馬座的一颗恒星，视星等为4.85，位于銀經304.95，銀緯13.3，其B1900.0坐标为赤經12h 57m 45.8s，赤緯-48° 13.3′ 22″。